# Nuova Zelanda ai Giochi della XXIX Olimpiade
La Nuova Zelanda ha partecipato ai Giochi della XXIX Olimpiade di Pechino, svoltisi dall'8 al 24 agosto 2008, con una delegazione di 178 atleti.

## Medaglie
| Medaglia | Atleta                                          | Sport            | Evento                            |
| -------- | ----------------------------------------------- | ---------------- | --------------------------------- |
| Oro      | Georgina Evers-Swindell Caroline Evers-Swindell | Canottaggio      | 2 di coppia femminile             |
| Oro      | Valerie Vili                                    | Atletica leggera | Getto del peso femminile          |
| Oro      | Tom Ashley                                      | Vela             | Windsurf maschile                 |
| Argento  | Hayden Roulston                                 | Ciclismo         | Inseguimento individuale maschile |
| Argento  | Nick Willis                                     | Atletica leggera | 1500 metri maschili               |
| Bronzo   | Mahé Drysdale                                   | Canottaggio      | Singolo maschile                  |
| Bronzo   | Nathan Twaddle                                  | Canottaggio      | 2 senza maschile                  |
| Bronzo   | Hayden Roulston                                 | Ciclismo         | Inseguimento a squadre maschile   |
| Bronzo   | Bevan Docherty                                  | Triathlon        | Triathlon maschile                |

### Medaglie per disciplina
| Sport            | Oro | Argento | Bronzo | Totale |
| ---------------- | --- | ------- | ------ | ------ |
| Atletica leggera | 1   | 1       | 0      | 2      |
| Canottaggio      | 1   | 0       | 2      | 3      |
| Vela             | 1   | 0       | 0      | 1      |
| Ciclismo         | 0   | 1       | 1      | 2      |
| Triathlon        | 0   | 0       | 1      | 1      |

## Atletica leggera
| Gara   | Atleta         | Batterie | Batterie | Quarti      | Quarti      | Semifinali | Semifinali | Finale  | Finale |
| Gara   | Atleta         | Tempo    | Pos.     | Tempo       | Pos.        | Tempo      | Pos.       | Tempo   | Pos.   |
| ------ | -------------- | -------- | -------- | ----------- | ----------- | ---------- | ---------- | ------- | ------ |
| 200 m  | James Dolphin  | 20"98    | 6        |             |             |            |            |         |        |
| 800 m  | Nick Willis    |          |          | non partito | non partito |            |            |         |        |
| 1500 m | Nick Willis    |          |          | 3'36"01     | 2           | 3'37"54    | 5          | 3'34"16 |        |
| 5000 m | Adrian Blincoe |          |          |             |             | 13'55"27   | 7          |         |        |

| Gara                   | Atleta          | Qualificazioni | Qualificazioni | Finale | Finale |
| Gara                   | Atleta          | Misura         | Pos.           | Misura | Pos.   |
| ---------------------- | --------------- | -------------- | -------------- | ------ | ------ |
| Lancio del giavellotto | Stuart Farquhar | 76,14 m        | 20             |        |        |

| Gara     | Atleta             | Tempo     | Posizione |
| Tempo    | Pos.               | Tempo     | Pos.      |
| -------- | ------------------ | --------- | --------- |
| 10000 m  | Kimberley Smith    | 30'51"00  | 9         |
| Maratona | Liza Hunter-Galvan | 2h 34'51" | 35        |
| Maratona | Nina Rillstone     | 2h 31'16" | 16        |

| Gara             | Atleta            | Qualificazioni | Qualificazioni | Finale  | Finale |
| Gara             | Atleta            | Misura         | Pos.           | Misura  | Pos.   |
| ---------------- | ----------------- | -------------- | -------------- | ------- | ------ |
| Getto del peso   | Valerie Vili      | 19,73 m        | 1              | 20,56 m |        |
| Lancio del disco | Beatrice Faumuina | 57,15 m        | 28             |         |        |

| Prova                  | Rebecca Wardell | Rebecca Wardell | Rebecca Wardell |
| Prova                  | Risultato       | Punti           | Pos.            |
| ---------------------- | --------------- | --------------- | --------------- |
| 100 metri ostacoli     | 14"07           | 968             | 32              |
| Salto in alto          | 1,71 m          | 867             | 31              |
| Getto del peso         | 14,28 m         | 813             | 9               |
| 200 metri              | 24"64           | 920             | 19              |
| Salto in lungo         | 5,84 m          | 801             | 31              |
| Lancio del giavellotto | 42,14 m         | 708             | 22              |
| 800 metri              | 2'13"65         | 912             | 12              |
| Totale                 |                 | 5989            | 22              |

## Badminton
| Gara             | Atleta                     | Turno 1 | Sedicesimi                 | Ottavi                                                | Quarti | Semifinali | Finale |
| ---------------- | -------------------------- | ------- | -------------------------- | ----------------------------------------------------- | ------ | ---------- | ------ |
| Singolo maschile | John Moody                 |         | Chen Jin (Cina) 9-21 11-21 |                                                       |        |            |        |
| Doppio misto     | Craig Cooper Renee Flavell |         |                            | Lee Hyo-jung Lee Yong-dae (Corea del Sud) 12-21 11-21 |        |            |        |

## Calcio

### Torneo maschile

#### Squadra
Allenatore:  Stu Jacobs
| N. | Pos. | Giocatore        | Data nascita (età)    | Pres. | Reti | Squadra                                 |
| -- | ---- | ---------------- | --------------------- | ----- | ---- | --------------------------------------- |
| 1  | P    | Jacob Spoonley   | 3 marzo 1987 (21)     |       |      | Miramar Rangers                         |
| 2  | D    | Aaron Scott      | 18 luglio 1986 (22)   |       |      | Wellington Phoenix                      |
| 3  | D    | Ian Hogg         | 15 dicembre 1989 (18) |       |      | Hawke's Bay United                      |
| 4  | C    | Coly Peverley    | 3 luglio 1988 (20)    |       |      | Hawke's Bay United                      |
| 5  | D    | Ryan Nelsen      | 18 ottobre 1977 (30)  |       |      | Blackburn Rovers                        |
| 6  | D    | Michael Boxall   | 19 luglio 1985 (23)   |       |      | University of California, Santa Barbara |
| 7  | C    | Simon Elliott    | 10 giugno 1974 (34)   |       |      | Svincolato                              |
| 8  | C    | Craig Henderson  | 24 giugno 1987 (21)   |       |      | Dartmouth College                       |
| 9  | A    | Daniel Ellensohn | 9 agosto 1985 (22)    |       |      | Team Wellington                         |
| 10 | A    | Chris Killen     | 8 ottobre 1981 (26)   |       |      | Celtic                                  |
| 11 | C    | Jeremy Brockie   | 7 ottobre 1987 (20)   |       |      | Hawke's Bay United                      |
| 12 | D    | Steven Old       | 17 febbraio 1986 (22) |       |      | Macarthur Rams                          |
| 13 | C    | Shaun van Rooyen | 27 aprile 1987 (21)   |       |      | Waikato                                 |
| 14 | D    | Cole Tinkler     | 5 maggio 1986 (22)    |       |      | Team Wellington                         |
| 15 | D    | Jack Pelter      | 30 luglio 1987 (21)   |       |      | Svincolato                              |
| 16 | D    | Sam Jenkins      | 17 febbraio 1987 (21) |       |      | Western Suburbs                         |
| 17 | A    | Sam Messam       | 2 marzo 1986 (22)     |       |      | Hawke's Bay United                      |
| 18 | P    | Liam Little      | 27 luglio 1986 (22)   |       |      | Otago United                            |

#### Prima fase
| Arbitro: | Vázquez |

|          |           |             |
| Dong 88’ | Marcatori | 53’ Brockie |

| Arbitro: | Lannoy |

|  |           |                                                             |
|  | Marcatori | 3’ Anderson 34’ Pato 55’, 61’ (rig.) Ronaldinho 90+3’ Sóbis |

| Arbitro: | Pozo |

|  |           |            |
|  | Marcatori | 35’ Haroun |

### Torneo femminile

#### Squadra
Allenatore:  John Herdman
| N. | Pos. | Giocatore           | Data nascita (età)     | Pres. | Reti | Squadra                     |
| -- | ---- | ------------------- | ---------------------- | ----- | ---- | --------------------------- |
| 1  | P    | Jenny Bindon        | 25 febbraio 1973 (35)  |       |      | Waitakere City              |
| 2  | D    | Ria Percival        | 7 dicembre 1989 (19)   |       |      | F.C. Indiana                |
| 3  | D    | Anna Green          | 20 agosto 1990 (18)    |       |      | Three Kings United          |
| 4  | C    | Katie Hoyle         | 1º febbraio 1988 (20)  |       |      | Lynn-Avon United            |
| 5  | D    | Abby Erceg          | 20 novembre 1989 (21)  |       |      | Western Springs             |
| 6  | D    | Rebecca Smith       | 17 giugno 1981 (27)    |       |      | Sunnanå                     |
| 7  | A    | Ali Riley           | 30 ottobre 1987 (20)   |       |      | Stanford Cardinal           |
| 8  | C    | Hayley Moorwood (c) | 13 febbraio 1984 (24)  |       |      | Lynn-Avon United            |
| 9  | A    | Amber Hearn         | 28 novembre 1984 (23)  |       |      | Lynn-Avon United            |
| 10 | C    | Emily McColl        | 1º novembre 1985 (22)  |       |      | Coastal Carolina University |
| 11 | C    | Kirsty Yallop       | 4 novembre 1986 (21)   |       |      | Lynn-Avon United            |
| 12 | A    | Merissa Smith       | 11 novembre 1990 (19)  |       |      | Three Kings United          |
| 13 | A    | Rebecca Tegg        | 18 dicembre 1985 (22)  |       |      | Eastern Suburbs             |
| 14 | D    | Kristy Hill         | 1º luglio 1979 (29)    |       |      | Three Kings United          |
| 15 | A    | Emma Kete           | 1º settembre 1987 (20) |       |      | Lynn-Avon United            |
| 16 | A    | Renee Leota         | 16 maggio 1990 (18)    |       |      | Miramar Rangers             |
| 17 | D    | Marlies Oostdam     | 29 luglio 1977 (31)    |       |      | Eastern Suburbs             |
| 18 | P    | Rachel Howard       | 30 novembre 1977 (31)  |       |      | Crailsheim                  |

#### Prima fase
| Squadra            | P.ti | G | V | N | P | GF | GS | DR |
| ------------------ | ---- | - | - | - | - | -- | -- | -- |
| Brasile U-23       | 9    | 3 | 3 | 0 | 0 | 9  | 0  | +9 |
| Belgio U-23        | 6    | 3 | 2 | 0 | 1 | 3  | 1  | +2 |
| Cina U-23          | 1    | 3 | 0 | 1 | 2 | 1  | 6  | -5 |
| Nuova Zelanda U-23 | 1    | 3 | 0 | 1 | 2 | 1  | 7  | -6 |

| Arbitro: | Mitchell |

|                            |           |                             |
| Miyama 72’ (rig.) Sawa 86’ | Marcatori | 37’ Yallop 56’ (rig.) Hearn |

| Arbitro: | Alvarez |

|  |           |         |
|  | Marcatori | 8’ Wiik |

| Arbitro: | Damková |

|                                                  |           |  |
| O'Reilly 1’ Rodriguez 43’ Tarpley 56’ Hucles 60’ | Marcatori |  |

| Squadra       | P.ti | G | V | N | P | GF | GS | DR |
| ------------- | ---- | - | - | - | - | -- | -- | -- |
| Stati Uniti   | 6    | 3 | 2 | 0 | 1 | 5  | 2  | +3 |
| Norvegia      | 6    | 3 | 2 | 0 | 1 | 4  | 5  | -1 |
| Giappone      | 4    | 3 | 1 | 1 | 1 | 7  | 4  | +3 |
| Nuova Zelanda | 1    | 3 | 0 | 1 | 2 | 2  | 7  | -5 |

## Canoa/kayak
| Gara      | Atleta                      | Batterie | Batterie | Semifinali | Semifinali | Finale   | Finale |
| Gara      | Atleta                      | Tempo    | Pos.     | Tempo      | Pos.       | Tempo    | Pos.   |
| --------- | --------------------------- | -------- | -------- | ---------- | ---------- | -------- | ------ |
| K1 500 m  | Steven Ferguson             | 1'37"538 | 4        | 1'42"238   | 1          | 1'38"512 | 8      |
| K1 1000 m | Ben Fouhy                   | 3'33"037 | 3        | 3'33"542   | 2          | 3'29"193 | 4      |
| K2 1000 m | Steven Ferguson Mike Walker | 3'19"167 | 4        | 3'23"511   | 2          | 3'15"329 | 5      |

| Gara     | Atleta      | Batterie | Batterie | Semifinali | Semifinali | Finale | Finale |
| Gara     | Atleta      | Tempo    | Pos.     | Tempo      | Pos.       | Tempo  | Pos.   |
| -------- | ----------- | -------- | -------- | ---------- | ---------- | ------ | ------ |
| K1 500 m | Erin Taylor | 1'52"517 | 6        | 1'54"300   | 5          |        |        |

| Gara      | Atleta      | Preliminari | Preliminari | Preliminari | Preliminari | Semifinali | Semifinali | Finale | Finale |
| Gara      | Atleta      | Manche 1    | Manche 2    | Totale      | Pos.        | Tempo      | Pos.       | Tempo  | Pos.   |
| --------- | ----------- | ----------- | ----------- | ----------- | ----------- | ---------- | ---------- | ------ | ------ |
| Slalom K1 | Luuka Jones | 162,35      | 20          | 110,01      | 16          | 272,36     | 21         |        |        |

## Canottaggio
| Gara                     | Atleta                                             | Batterie | Batterie | Quarti  | Quarti | Semifinali | Semifinali | Finale  | Finale       |
| Gara                     | Atleta                                             | Tempo    | Pos.     | Tempo   | Pos.   | Tempo      | Pos.       | Tempo   | Pos.         |
| ------------------------ | -------------------------------------------------- | -------- | -------- | ------- | ------ | ---------- | ---------- | ------- | ------------ |
| Singolo                  | Mahé Drysdale                                      | 7'28"80  | 1        | 6'50"18 | 1      | 7'05"57    | 3          | 7'01"56 |              |
| 2 senza                  | George Bridgewater Nathan Twaddle                  |          |          | 6'41"65 | 1      | 6'36"05    | 2          | 6'44"19 |              |
| 2 di coppia              | Nathan Cohen Rob Waddell                           |          |          | 6'24"32 | 1      | 6'24"16    | 3          | 6'30"79 | 4            |
| 2 di coppia pesi leggeri | Peter Taylor Storm Uru                             |          |          | 6'16"78 | 1      | 6'30"53    | 4          | 6'27"14 | 1 (finale B) |
| 4 senza                  | Hamish Bond James Dallinger Carl Meyer Eric Murray |          |          | 6'00"73 | 2      | 5'57"31    | 4          | 6'06"30 | 1 (finale B) |

| Gara        | Atleta                                          | Batterie | Batterie | Quarti  | Quarti | Semifinali | Semifinali | Finale  | Finale       |
| Gara        | Atleta                                          | Tempo    | Pos.     | Tempo   | Pos.   | Tempo      | Pos.       | Tempo   | Pos.         |
| ----------- | ----------------------------------------------- | -------- | -------- | ------- | ------ | ---------- | ---------- | ------- | ------------ |
| Singolo     | Emma Twigg                                      | 7'45"12  | 1        | 7'34"24 | 3      | 7'38"09    | 4          | 7'51"63 | 3 (finale B) |
| 2 senza     | Nicky Coles Juliette Haigh                      |          |          | 7'31"45 | 2      | 7'32"64    | 1          | 7'28"80 | 5            |
| 2 di coppia | Caroline Evers-Swindell Georgina Evers-Swindell |          |          | 7'03"92 | 1      |            |            | 7'07"32 |              |

## Ciclismo

### BMX
| Gara          | Atleta       | Qualificazione | Qualificazione | Quarti | Quarti | Semifinali | Semifinali | Finale | Finale |
| Gara          | Atleta       | Tempo          | Pos.           | Punti  | Pos.   | Punti      | Pos.       | Tempo  | Pos.   |
| ------------- | ------------ | -------------- | -------------- | ------ | ------ | ---------- | ---------- | ------ | ------ |
| BMX maschile  | Marc Willers | 36,519         | 17             | 9      | 2      | 23         | 8          |        |        |
| BMX femminile | Sarah Walker | 37,187         | 4              |        |        | 6          | 2          | 38,805 | 4      |

### Su pista
| Gara                               | Atleta                                                           | Qualificazione | Qualificazione | Secondo turno | Secondo turno | Finale                          | Finale                                   |
| Gara                               | Atleta                                                           | Tempo          | Pos.           | Tempo         | Pos.          | Tempo                           | Avversario                               |
| ---------------------------------- | ---------------------------------------------------------------- | -------------- | -------------- | ------------- | ------------- | ------------------------------- | ---------------------------------------- |
| Inseguimento individuale maschile  | Hayden Roulston                                                  | 4'18"997       | 2              | 4'19"232      | 2             | 4'19"611                        | Bradley Wiggins (Gran Bretagna) 4'16"977 |
| Inseguimento individuale femminile | Alison Shanks                                                    | 3'34"312       | 4              | 3'32"478      | 4             | 3'34"156 (finale per il bronzo) | Lesya Kalitovska (Ucraina) 3'31"413      |
| Inseguimento a squadre maschile    | Sam Bewley Wesley Gough Hayden Roulston Marc Ryan Jesse Sergeant | 3'59"277       | 2              | 3'57"536      | 3             | 3'57"776                        | Australia 3'59"006                       |

| Gara                    | Atleta                         | Punti | Pos. |
| ----------------------- | ------------------------------ | ----- | ---- |
| Corsa a punti maschile  | Greg Henderson                 | 13    | 10   |
| Corsa a punti femminile | Catherine Cheatley             | 0     | 17   |
| Madison maschile        | Greg Henderson Hayden Roulston | 5     | 10   |

### Su strada e Cross country
| Gara                     | Atleta             | Tempo        | Posizione    |
| ------------------------ | ------------------ | ------------ | ------------ |
| Corsa in linea maschile  | Glen Chadwick      | 6h 39'42"    | 91           |
| Corsa in linea maschile  | Julian Dean        | 6h 34'06"    | 54           |
| Corsa in linea maschile  | Timothy Gudsell    | non concluso | non concluso |
| Corsa in linea femminile | Catherine Cheatley | 3h 41'08"    | 53           |
| Corsa in linea femminile | Joanne Kiesanowski | 3h 33'17"    | 28           |
| Cross country maschile   | Kashi Leuchs       | 2h 06'30"    | 24           |
| Cross country femminile  | Rosara Joseph      | 1h 51"07     | 9            |

## Equitazione
| Gara        | Atleta                                                               | Cavallo           | Dressage | Cross country | Salto  | Salto di finale | Totale | Posizione |
| ----------- | -------------------------------------------------------------------- | ----------------- | -------- | ------------- | ------ | --------------- | ------ | --------- |
| Individuale | Joe Meyer                                                            | Snip              | 43,90    | 21,20         | 25     | 12              | 102,10 | 24        |
| Individuale | Andrew Nicholson                                                     | Lord Killinghurst | 44,60    | eliminato     |        |                 |        |           |
| Individuale | Caroline Powell                                                      | Lenamore          | 48,00    | 21,20         | 4      | 0               | 73,20  | 14        |
| Individuale | Mark Todd                                                            | Gandalf           | 49,40    | 17,20         | 1      | 0               | 77,60  | 17        |
| Individuale | Heelan Tompkins                                                      | 55,60             | 75,20    | 8             |        |                 | 50     |           |
| A squadre   | Joe Meyer Andrew Nicholson Caroline Powell Mark Todd Heelan Tompkins | v. sopra          | 136,50   | 210,90        | 240,90 |                 | 240,90 | 5         |

| Gara        | Atleta                                             | Cavallo   | Qualificazioni | Qualificazioni | Qualificazioni | Qualificazioni | Qualificazioni | Qualificazioni | Finale  | Finale  | Finale  | Finale  | Finale | Finale |
| Gara        | Atleta                                             | Cavallo   | Turno 1        | Turno 1        | Turno 2        | Turno 2        | Turno 3        | Turno 3        | Turno A | Turno A | Turno B | Turno B | Totale | Totale |
| Gara        | Atleta                                             | Cavallo   | Pen.           | Pos.           | Pen.           | Pos.           | Pen.           | Pos.           | Pen.    | Pos.    | Pen.    | Pos.    | Pen.   | Pos.   |
| ----------- | -------------------------------------------------- | --------- | -------------- | -------------- | -------------- | -------------- | -------------- | -------------- | ------- | ------- | ------- | ------- | ------ | ------ |
| Individuale | Bruce Goodin                                       | Yamato    | 14             | 66             | 12             | 26             |                |                |         |         |         |         |        |        |
| Individuale | Katie McVean                                       | Forest    | 72             | 77             | 45             | 117            |                |                |         |         |         |         |        |        |
| Individuale | Kirk Webby                                         | Sitah     | 4              | 30             | 8              | 30             | 12             | 33             | 24      | 34      |         |         |        |        |
| Individuale | Sharn Wordley                                      | Rockville | 47             | 75             | 25             | 72             |                |                |         |         |         |         |        |        |
| A squadre   | Bruce Goodin Katie McVean Kirk Webby Sharn Wordley | v. sopra  |                |                |                |                |                |                | 65      | 16      | 45      | 14      |        |        |

## Hockey su prato

### Torneo maschile
La nazionale neozelandese si è qualificata per i Giochi attraverso il primo torneo preolimpico mondiale.

#### Squadra
La squadra era formata da:
- David Kosoof
- Simon Child
- Blair Hopping
- Dean Couzins
- Casey Henwood
- Ryan Archibald (capitano)
- Bradley Shaw
- Paul Woolford (portiere)
- Kyle Pontifex (portiere)
- Phillip Burrows
- Hayden Shaw
- James Nation
- Gareth Brooks
- Shea McAleese
- Benjamin Collier
- Steve Edwards

#### Prima fase
| Data      | Ora locale | Squadra       | Punteggio | Squadra       |
| --------- | ---------- | ------------- | --------- | ------------- |
| 11 agosto | 18.00      | Corea del Sud | 1-3       | Nuova Zelanda |
| 13 agosto | 20.30      | Nuova Zelanda | 0-1       | Spagna        |
| 15 agosto | 18.00      | Belgio        | 2-4       | Nuova Zelanda |
| 17 agosto | 18.30      | Nuova Zelanda | 2-2       | Cina          |
| 19 agosto | 10.30      | Germania      | 3-1       | Nuova Zelanda |

| Squadra       | P.ti | G | V | P | S | GF | GS | DR |
| ------------- | ---- | - | - | - | - | -- | -- | -- |
| Spagna        | 12   | 5 | 4 | 0 | 1 | 9  | 5  | +4 |
| Germania      | 11   | 5 | 3 | 2 | 0 | 12 | 6  | +6 |
| Corea del Sud | 7    | 5 | 2 | 1 | 2 | 13 | 11 | +2 |
| Nuova Zelanda | 7    | 5 | 2 | 1 | 2 | 10 | 9  | +1 |
| Belgio        | 4    | 5 | 1 | 1 | 3 | 9  | 13 | −4 |
| Cina          | 1    | 5 | 0 | 1 | 4 | 7  | 16 | −9 |

#### Seconda fase
Finale 7º-8º posto
| Arbitro: | Kim Hong Lae (KOR), Gary Simmonds (RSA) |

|                                        |           |                       |
| Child 25' Shaw 38' Brooks 42' Shaw 52' | Marcatori | 45' Bilgrami 55' Butt |

### Torneo femminile
La nazionale neozelandese si è qualificata per i Giochi attraverso la Coppa d'Oceania del 2007.

#### Squadra
La squadra era formata da:
- Kayla Sharland
- Emily Naylor
- Krystal Forgesson
- Kate Saunders
- Jaimee Claxton
- Lizzy Igasan (capitano)
- Stacey Carr
- Jo Galletly
- Kim Noakes
- Beth Jurgeleit (portiere)
- Caryn Paewai
- Niniwa Roberts
- Gemma Flynn
- Tara Drysdale
- Sheree Horvath
- Anita Wawatai (portiere)

#### Prima fase
| Data      | Ora locale | Squadra       | Punteggio | Squadra       |
| --------- | ---------- | ------------- | --------- | ------------- |
| 10 agosto | 08.30      | Giappone      | 2-1       | Nuova Zelanda |
| 12 agosto | 21.00      | Germania      | 2-1       | Nuova Zelanda |
| 14 agosto | 21.00      | Nuova Zelanda | 1-2       | Gran Bretagna |
| 16 agosto | 08.30      | Nuova Zelanda | 1-4       | Stati Uniti   |
| 18 agosto | 20.30      | Argentina     | 3-2       | Nuova Zelanda |

| Squadra       | P.ti | G | V | P | S | GF | GS | DR |
| ------------- | ---- | - | - | - | - | -- | -- | -- |
| Germania      | 12   | 5 | 4 | 0 | 1 | 12 | 8  | +4 |
| Argentina     | 11   | 5 | 3 | 2 | 0 | 13 | 7  | +6 |
| Gran Bretagna | 8    | 5 | 2 | 2 | 1 | 7  | 9  | −2 |
| Stati Uniti   | 6    | 5 | 1 | 3 | 1 | 9  | 8  | +1 |
| Giappone      | 4    | 5 | 1 | 1 | 3 | 5  | 7  | −2 |
| Nuova Zelanda | 0    | 5 | 0 | 0 | 5 | 6  | 13 | −7 |

#### Seconda fase
Finale 11º-12º posto
| Arbitro: | Lee Keum Ju (KOR), Carol Metchette (IRL) |

|                                                                       |           |                 |
| Marsha Marescia 14' Jennifer Wilson 24' Vida Ryan 51' Cindy Brown 59' | Marcatori | 17' Gemma Flynn |

## Nuoto
| Gara                               | Atleta                                                              | Batterie | Batterie | Semifinali | Semifinali | Finale  | Finale |
| Gara                               | Atleta                                                              | Tempo    | Pos.     | Tempo      | Pos.       | Tempo   | Pos.   |
| ---------------------------------- | ------------------------------------------------------------------- | -------- | -------- | ---------- | ---------- | ------- | ------ |
| 100 m rana                         | Glenn Snyders                                                       | 1'00"98  | 20       |            |            |         |        |
| 200 m rana                         | Glenn Snyders                                                       | 2'11"19  | 16       | 2'12"07    | 16         |         |        |
| 100 m farfalla                     | Corney Swanepoel                                                    | 51"78    | 9        | 52"01      | 12         |         |        |
| 100 m farfalla                     | Moss Burmester                                                      | 52"67    | 32       |            |            |         |        |
| 200 m farfalla                     | Moss Burmester                                                      | 1'55"80  | 10       | 1'55"26    | 7          | 1'54"35 | 4      |
| 200 m misti                        | Dean Kent                                                           | 2'01"12  | 21       |            |            |         |        |
| Staffetta 4x100 metri stile libero | William Benson Orinoco Faamausili-Banse Cameron Gibson Mark Herring |          |          | 3'15"41    | 11         |         |        |
| Staffetta 4x100 metri misti        | Daniel Bell Cameron Gibson Glenn Snyders Corney Swanepoel           |          |          | 3'34"09    | 6          | 3'33"39 | 5      |

| Gara                               | Atleta                                                | Batterie | Batterie | Semifinali   | Semifinali | Finale | Finale |
| Gara                               | Atleta                                                | Tempo    | Pos.     | Tempo        | Pos.       | Tempo  | Pos.   |
| ---------------------------------- | ----------------------------------------------------- | -------- | -------- | ------------ | ---------- | ------ | ------ |
| 100 m dorso                        | Elizabeth Coster                                      | 1'00"66  | 15       | 1'01"45      | 16         |        |        |
| 100 m dorso                        | Melissa Ingram                                        | 1'01"24  | 20       |              |            |        |        |
| 200 m dorso                        | Melissa Ingram                                        | 2'09"34  | 8        | 2'09"70      | 11         |        |        |
| 200 m misti femminili              | Helen Norfolk                                         | 2'13"50  | 18       |              |            |        |        |
| 400 m misti femminili              | Helen Norfolk                                         |          |          | 4'44"22      | 24         |        |        |
| Staffetta 4x200 metri stile libero | Helen Norfolk Lauren Boyle Hayley Palmer Natasha Hind |          |          | squalificate | -          |        |        |

## Nuoto sincronizzato
| Gara | Atlete                    | Technical Routine | Technical Routine | Free Routine (preliminari) | Free Routine (preliminari) | Free Routine (finale) | Free Routine (finale) | Punteggio totale | Posizione finale |
| Gara | Atlete                    | Punteggio         | Pos.              | Punteggio                  | Pos.                       | Punteggio             | Pos.                  | Punteggio totale | Posizione finale |
| ---- | ------------------------- | ----------------- | ----------------- | -------------------------- | -------------------------- | --------------------- | --------------------- | ---------------- | ---------------- |
| Duo  | Lisa Daniels Nina Daniels | 40,750            | 23                | 40,417                     | 23                         |                       |                       |                  |                  |

## Pallacanestro

### Torneo femminile
La nazionale neozelandese si è qualificata per i Giochi ottenendo il secondo posto nel campionato oceaniano del 2007.

#### Roster
La squadra era formata da:
- Charmian Purcell (ala)
- Noni Wharemate (guardia
- Angela Marino (guardia)
- Micaela Cocks (guardia)
- Natalie Purcell (ala)
- Suzie Bates (guardia)
- Lisa Wallbutton (ala)
- Kate McMeeken-Ruscoe (guardia)
- Jessica McCormack (centro)
- Clare Bodensteiner (guardia)
- Jillian Harmon (ala)
- Aneka Kerr (capitano, ala)

#### Prima fase
| Data      | Ora locale | Squadra       | Punteggio | Squadra       | Referto |
| --------- | ---------- | ------------- | --------- | ------------- | ------- |
| 9 agosto  | 11:15      | Mali          | 72 - 76   | Nuova Zelanda | ref     |
| 11 agosto | 09:00      | Nuova Zelanda | 62 - 85   | Spagna        | ref     |
| 13 agosto | 16:45      | Nuova Zelanda | 63 - 80   | Cina          | ref     |
| 15 agosto | 09:00      | Rep. Ceca     | 90 - 59   | Nuova Zelanda | ref     |
| 17 agosto | 22:15      | Nuova Zelanda | 60 - 96   | Stati Uniti   | ref     |

| Squadra       | P  | V | P | PF  | PS  | Diff. |
| ------------- | -- | - | - | --- | --- | ----- |
| Stati Uniti   | 10 | 5 | 0 | 491 | 276 | +215  |
| Cina          | 9  | 4 | 1 | 358 | 346 | +12   |
| Spagna        | 8  | 3 | 2 | 357 | 324 | +33   |
| Rep. Ceca     | 7  | 2 | 3 | 346 | 356 | -10   |
| Nuova Zelanda | 6  | 1 | 4 | 320 | 423 | -103  |
| Mali          | 5  | 0 | 5 | 255 | 402 | -147  |

## Sollevamento pesi
| Gara  | Atleta           | Strappo | Strappo | Slancio | Slancio | Totale | Posizione |
| Gara  | Atleta           | Ris.    | Pos.    | Ris.    | Pos.    | Totale | Posizione |
| ----- | ---------------- | ------- | ------- | ------- | ------- | ------ | --------- |
| 69 kg | Mark Spooner     | 123     | 26      | 158     | 19      | 281    | 21        |
| 77 kg | Richie Patterson | 130     | 25      | 170     | 18      | 300    | 21        |

## Taekwondo
| Gara            | Atleta         | Ottavi                          | Tabellone principale            | Tabellone principale | Tabellone principale | Ripescaggi                    | Ripescaggi |
| Gara            | Atleta         | Ottavi                          | Quarti                          | Semifinali           | Finale               | Semifinali                    | Finale     |
| --------------- | -------------- | ------------------------------- | ------------------------------- | -------------------- | -------------------- | ----------------------------- | ---------- |
| 68 kg maschile  | Logan Campbell | Sung Yu-Chi (Taipei cinese) 0-4 |                                 |                      |                      |                               |            |
| +80 kg maschile | Matthew Beach  | Liu Xiaobo (Cina) 1-4           |                                 |                      |                      |                               |            |
| 57 kg femminile | Robyn Cheong   | Mariam Bah (Costa d'Avorio) 1-0 | Lim Sujeong (Corea del Sud) 1-4 |                      |                      | Su Li-Wen (Taipei cinese) 0-1 |            |

## Tennis
| Gara                | Atleta          | Trentaduesimi                       | Sedicesimi | Ottavi | Quarti | Semifinali | Finale |
| ------------------- | --------------- | ----------------------------------- | ---------- | ------ | ------ | ---------- | ------ |
| Singolare femminile | Marina Eraković | Ayumi Morita (Giappone) 6-7 7-6 6-4 |            |        |        |            |        |

## Tiro
| Gara                                     | Atleta         | Qualificazioni | Qualificazioni | Finale    | Finale |
| Gara                                     | Atleta         | Punteggio      | Pos.           | Punteggio | Pos.   |
| ---------------------------------------- | -------------- | -------------- | -------------- | --------- | ------ |
| Carabina 50 metri a terra maschile       | Robbie Eastham | 594            | 14             |           |        |
| Pistola 10 metri aria compressa maschile | Yan Wang       | 571            | 39             |           |        |
| Trap maschile                            | Graeme Ede     | 114            | 20             |           |        |
| Double trap maschile                     | Graeme Ede     | 113            | 18             |           |        |
| Trap femminile                           | Nadine Stanton | 63             | 10             |           |        |

## Triathlon
| Gara           | Atleta            | Nuoto  | Ciclismo  | Corsa  | Tempo totale | Posizione |
| -------------- | ----------------- | ------ | --------- | ------ | ------------ | --------- |
| Gara maschile  | Bevan Docherty    | 18'45" | 1h 17'42" | 30'57" | 1h 49'05"59  |           |
| Gara maschile  | Kris Gemmell      | 19'06  | 1h 17'40" | 35'42" | 1h 53'49"47  | 39        |
| Gara maschile  | Shane Reed        | 18'00" | 1h 17'47" | 34'34" | 1h 52'48"16  | 34        |
| Gara femminile | Andrea Hewitt     | 19'54" | 1h 24'38" | 35'38" | 2h 00'45"99  | 8         |
| Gara femminile | Debbie Tanner     | 19'57" | 1h 24'43" | 35'54" | 2h 01'06"92  | 10        |
| Gara femminile | Samantha Warriner | 19'58" | 1h 24'43" | 36'55" | 2h 02'13"60  | 16        |

## Vela
| Gara                         | Atleta                      | Regata | Regata | Regata | Regata | Regata | Regata | Regata | Regata | Regata | Regata     | Regata | Punteggio | Pos. |
| Gara                         | Atleta                      | 1      | 2      | 3      | 4      | 5      | 6      | 7      | 8      | 9      | 10         | M      | Punteggio | Pos. |
| ---------------------------- | --------------------------- | ------ | ------ | ------ | ------ | ------ | ------ | ------ | ------ | ------ | ---------- | ------ | --------- | ---- |
| Windsurf maschile            | Tom Ashley                  | 4      | 7      | 7      | 1      | 5      | 5      | 3      | 6      | 8      | 32         | 6      | 52        |      |
| Laser maschile               | Andrew Murdoch              | 2      | 5      | 40     | 20     | 24     | 5      | 5      | 17     | 1      | cancellata | 2      | 81        | 5    |
| 470 maschile                 | Carl Evans Peter Burling    | 7      | 10     | 14     | 12     | -      | 10     | 22     | 12     | 1      | 7          |        | 95        | 11   |
| Star                         | Hamish Pepper Carl Williams | 4      | 9      | 2      | 11     | 1      | 12     | 11     | 13     | 5      | 11         | 14     | 80        | 9    |
| Windsurf femminile           | Barbara Kendall             | 12     | 7      | 12     | 4      | 2      | 4      | 3      | 6      | 13     | 21         | 12     | 75        | 6    |
| Laser Radial class femminile | Jo Aleh                     | 22     | 4      | 2      | 2      | 2      | 14     | 14     | 14     | 20     | cancellata | 18     | 90        | 7    |
| Finn                         | Dan Slater                  | 21     | 19     | 18     | 4      | 9      | 7      | 13     | 6      |        |            |        | 76        | 12   |